# 東京濾器
東京濾器株式会社（とうきょうろき、Tokyo Roki Co., Ltd. ）は、低公害化等に関する各種自動車部品の開発・製造・販売を行う企業。商用車、乗用車、建機・汎用向けが中心であるが、工作機や産業機械、船舶、二輪、家電等にも展開している。

## 主な製品
- 排ガス浄化マフラー（触媒コンバータ）
- 排ガス浄化触媒
- フィルタ
- 工作機用フィルタ
- EGRクーラ
- オイルクーラ
- オイルミストセパレータ
- 吸気システム

## 沿革
- 1949年3月 - 東京濾器株式会社設立(東京都大田区田園調布)。 内燃機関用エアクリーナ、オイルフィルタの製造・販売を開始
- 1952年4月 - 技術部門を設置し濾紙開発をスタート
- 1955年6月 - 本社・工場を神奈川県川崎市武蔵小杉に移転
- 1958年2月 - 航空機用各種フィルタ防衛庁認定試験合格
- 1960年4月 - 内燃機関用マフラーの製造着手
- 1961年1月 - 名古屋・大阪・広島に営業所開設
- 1962年9月 - IBM・PCS導入し事務電算化を開始
- 1964年5月 - 横浜工場完成　エレメントの生産体制確立ディーゼル用白金触媒浄化マフラー開発
- 1965年10月 - 全国8営業所体制確立
- 1966年9月 - 横浜工場で新製品「スロアウェイ型カートリッジフィルタ」生産開始
- 1966年12月 - 草津工場完成(滋賀県)エアクリーナ生産開始
- 1967年7月 - 排気ガス浄化マフラー実車走行試験を開始
- 1969年4月 - 広島工場完成　エアクリーナ生産開始
- 1971年4月 - 相模工場完成（神奈川県）オイルクーラ生産開始
- 1972年4月 - 東京濾器技術センター開設。フィルタ関係研究設備でわが国最大規模となる
- 1974年10月 - 浜松工場完成（現（株）東京濾器名倉製作所）カートリッジフィルタの量産体制確立
- 1976年3月 - 大月工場完成（山梨県）　エアクリーナの生産開始
- 1976年11月 - 乾式複写 機用トナーフィルタエレメント開発
- 1979年11月 - 本社を横浜市港北区新横浜に移転
- 1984年3月 - 技術センターを本社ビルへ移転
- 1984年4月 - 横浜工場開設。特殊機器製品開発拠点とする
- 1985年6月 - コンピュータによる構造解析システム導入
- 1992年4月 - TIS（全社オンライン統合ネットワークシステム）全面 稼働
- 1995年8月 - 現本社・研究棟完成　本社を横浜市都筑区港北ニュータウンに移転
- 1996年8月 - 現相模第1相模工場完成（神奈川県） 相模研究棟完成（神奈川県）　EGRクーラ生産開始
- 1997年1月 - 現相模第1工場（神奈川県）本格稼働開始
- 2000年12月 - 相模第２研究棟完成（神奈川県）
- 2001年1月 - 相模第２工場完成（神奈川県）樹脂インマニ（LCI）生産開始
- 2001年2月 - （株）ユニバーサルキャタシステムズ設立
- 2001年10月 - 東濾触媒（株）設立（広島県）
- 2006年8月 - 中国蘇州工場完成　(東京濾器蘇州有限公司)
- 2006年10月 - ISO9001認証取得　JQA-QMA12983
- 2008年5月 - 相模第3工場完成（神奈川県相模原市）
- 2010年11月- タイ・アマタ工場完成(東京濾器タイランド)
- 2013年11月 - メキシコ工場完成(東京濾器メキシコ) タイ・ゲートウェイ工場完成
- 2016年5月 - 現メキシコ工場完成・移転
- 2019年10月 - 広島R&Dセンター完成

## 生産拠点
- 相模第1工場 - 神奈川県相模原市中央区田名塩田1-9-1
- 相模第2工場 - 神奈川県相模原市中央区田名9806-1
- 相模第3工場 - 神奈川県相模原市中央区田名塩田1-3-5
- 大月工場 - 山梨県大月市賑岡町畑倉2525
- 草津工場 - 滋賀県草津市青地町30
- 広島工場 - 広島県安芸高田市向原町坂360
- 東京濾器名倉製作所 - 静岡県浜松市浜名区引佐町奥山1045
- 東京濾器山村製作所 - 滋賀県高島市新旭町太田799-4